# Seminary
Seminary è una città (town) degli Stati Uniti d'America, situata nella contea di Covington, nello Stato del Mississippi.